# Étienne Jean Charles Champion de Nansouty
Pour les articles homonymes, voir Champion (homonymie) et Nan-sous-Thil.
Étienne (Stephen) Jean Charles Champion, 2e comte de Nansouty (16 juillet 1803 - Paris † 6 janvier 1865 - Château d'Orain (Grignon)) est un homme politique français de la seconde Restauration.

## Biographie
Fils unique du général-comte de Nansouty, il entra au service sous la Restauration. 
Confirmé dans le titre de comte de son père le 30 novembre 1816, il était capitaine adjudant-major quand il fut nommé le 5 novembre 1827 pair de France.
Admis à siéger le 29 juillet 1828, il fut du nombre des pairs nommés par Charles X dont la nomination fut annulée par l'article 68 de la Charte de 1830.
Il découvre en 1835 les houillères de Sincey, en Côte-d'Or.

### Vie familiale
Fils de Étienne Marie Antoine Champion (30 mai 1768 - Bordeaux † 12 février 1815 - Paris), 1er comte de Nansouty et de l'Empire (1808), général de division, et de Jeanne Françoise Adélaïde Gravier de Vergennes (1781 † 1849), il se marie en 1831 avec Françoise Caroline Cuiller-Perron ( † 1879). Ensemble, ils eurent :
- Marie Alix (1833 † 1853),
- Marguerite (1836 † 1894).

## Titres
- Confirmé 2e comte de Nansouty le 30 novembre 1816.

## Fonctions
- Pair de France :
  - Le 5 novembre 1827, sans majorat ;
  - Admis à siéger le 29 juillet 1828 ;
  - Nomination annulée en 1830.

## Règlement d'armoiries
« D'azur, à un homme courant, armé et cuirassé de toutes pièces d'or, tenant une épée et un bouclier du même. Supports: deux licornes. Devise: TEGIT HAEC NECAT ALTERA., »